# Pintor de Briseida

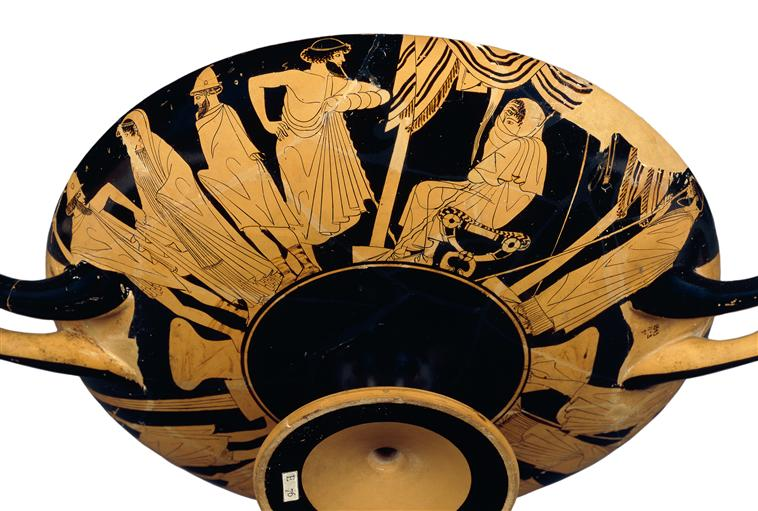
Copa E 76 (BAPD 204400) que representa a Aquiles y Briseida, Museo Británico.

El Pintor de Briseida fue un pintor griego de vasos áticos de figuras rojas, activo del 480-470 a. C. Su nombre convenido le fue dado por John Beazley por la copa que representa a Aquiles y Briseida, conservada en el Museo Británico.
Es uno de los artistas que constituían el grupo de seguidores del Pintor de Brygos. Su actividad se desarrolló en paralelo con la del  Pintor de la Dokimasia y del Pintor de la Fundición. Sus figuras son circunscritas y aisladas. John Beazley atribuye al pintor unas cincuenta obras, entre ellas vasos y, en su mayoría, kílices.

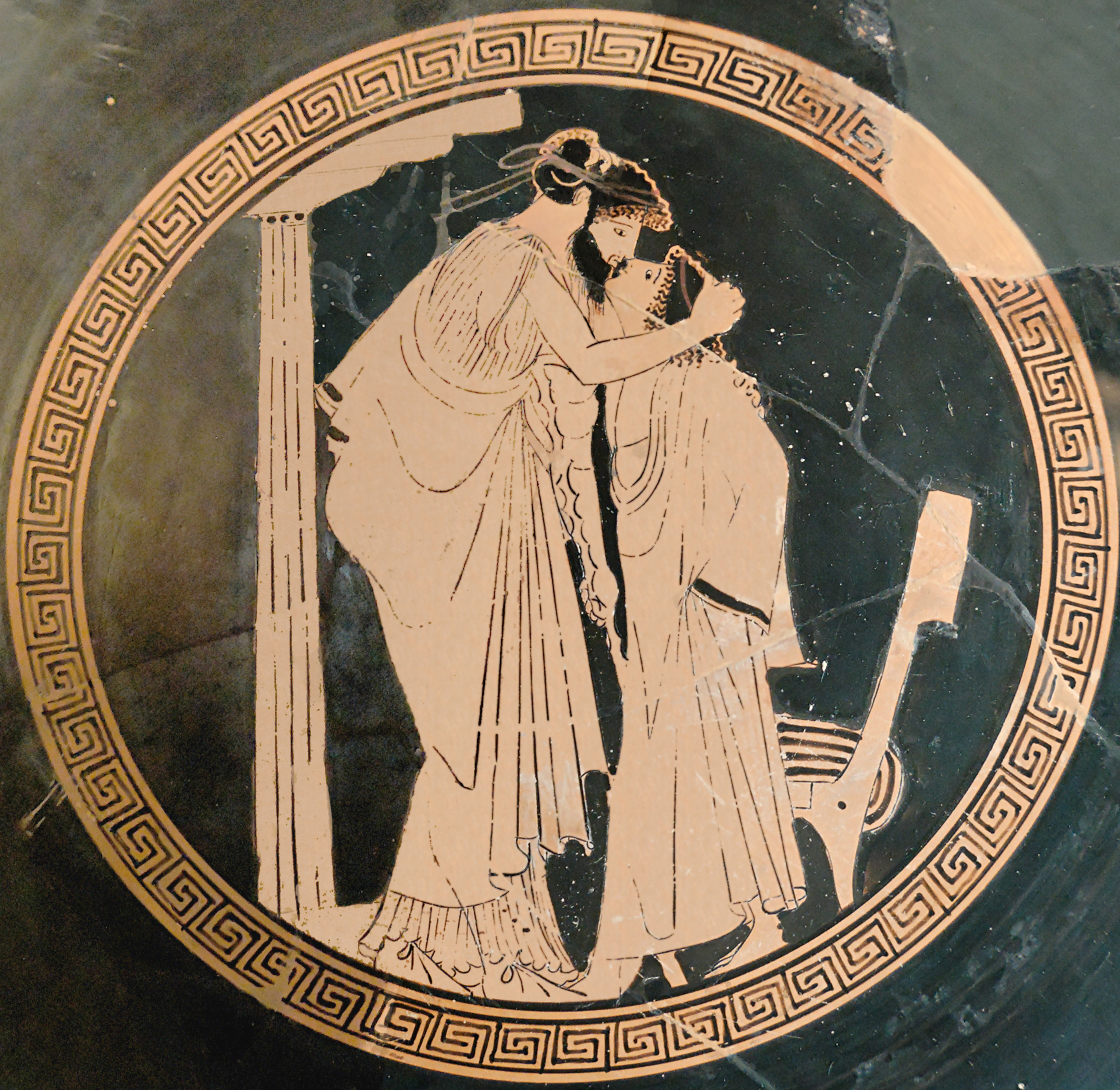
Erastés (amante) besando a su erómeno (amado). Tondo de un kílix ático de figuras rojas. C. 480 a. C.